# Toată lumea din familia noastră
Toată lumea din familia noastră este un film românesc din 2012, regizat de Radu Jude. El înfățișează conflictul izbucnit între părinții divorțați ai unei fete, când tatăl încearcă să-și ducă fata pentru câteva zile la mare. Din distribuție fac parte Șerban Pavlu, care interpretează rolul principal al lui Marius Vizureanu, și actorii Tamara Buciuceanu-Botez, Stela Popescu și Alexandru Arșinel.

## Rezumat
Filmul debutează în micul apartament bucureștean al lui Marius Vizureanu, un stomatolog sau tehnician dentar, care se pregătește să-și ducă fiica la mare pentru câteva zile. El trăiește separat de fosta lui soție, Otilia – care are custodia fiicei lor, Sofia (5 ani) – și are dreptul să-și vadă copilul doar un weekend pe lună.  
Marius merge cu bicicleta la părinții săi (Stela Popescu și Alexandru Arșinel, care interpretează cuplul Vizureanu), de la care urmează să împrumute mașina pentru scurta vacanță. Atmosfera este inițial distinsă, însă discuția dintre tată și fiu degenerează când tatăl aduce vorba despre relația lui Marius cu Otilia și face referire la faptul că fiul își poate vedea copilul doar conform  unui program. 
Când bătrânul îi propune lui Marius să meargă toți împreună la țară, în apropiere de București, în loc să obosească copilul pe drumuri, discuția se transformă într-un scandal, domnul Vizureanu acuzându-l pe Marius că dacă nu angaja un avocat „de la Delaco” n-ar fi ajuns să cerșească pe lângă fosta soție dreptul de a-și vedea fata. Marius pleacă precipitat, refuzând să mai ia cheile; mama sa aleargă după el în pijama pe stradă și i le dă.
Pe drum spre apartamentul fostei sale soții, cumpără o floare pentru fosta soacră, Coca (Tamara Buciuceanu-Botez). Odată ajuns acolo, deși Marius nu dorește să intre, Coca îl îndeamnă să vină înăuntru, pentru că Sofia doarme și Otilia nu este acasă. Coca și noul partener al Otiliei, Aurel, îl informează că Sofia s-a simțit rău peste noapte, după ce se întorseseră dintr-o vacanță în Halkidiki, și că Otilia a încercat să-l sune. 
Sub pretextul că se duce la toaletă, Marius merge în camera Sofiei să o trezească. Întors în sufragerie, o minte pe Coca că fata era trează și-și făcea bagajul pentru mare, care nu este pregătit de mama ei. Discutând cu fiica sa, pe care o descoase despre cum se poartă Aurel cu ea,  Sofia îl întreabă pe Marius de ce nu a venit la ziua ei de naștere. 
Marius o zorește pe Sofia să se grăbească și dă să plece cu ea, dar este oprit de Aurel, care  îl roagă să mai aștepte, neputând că o contacteze pe Otilia la telefon. Mama neîntorcându-se și nerăspunzând la telefon după o jumătate de oră, Marius își pierde răbdarea și vrea să iasă cu copilul din apartament, însă Aurel se pune în calea sa, fiind lovit cu ușa în cap. Sofia izbucnește în lacrimi și ajunsă la mașină cu tatăl ei, fuge speriată înapoi în apartament, urmată de acesta. 
După scurt timp se întoarce Otilia acasă, care îi cere lui Marius să plece, pentru că fata este bolnavă. Între foștii soți izbucnește o altercație verbală, Marius invocând dreptul său de a petrece weekendul cu Sofia. În cele din urmă, Otilia amenință că va chema poliția, iar Marius o desfide. La câteva minute după ce femeia sună la poliție, Marius se intimidează și îi cere să sune din nou, pentru a anula intervenția. Cum ea refuză, Marius își iese din fire și îl bate pe Aurel, distrugând bucătăria. După ce îl leagă de gură și îl imobilizează pe acesta în bucătărie, încearcă să raționeze cu Otilia în sufragerie, traversând mai multe stări, de la disperare la tandrețe, implorând-o pe fosta soție să se împace cu el, citând din „Sonetul CCXII” de Vasile Voiculescu. 
Între timp, poliția sună la interfon, ulterior ajunge la ușa apartamentului. Marius o leagă și pe Otilia și își închide fosta soacră în dormitor. O aduce și pe Sofia în sufragerie, și în fața cuplului Otilia-Aurel, imobilizați și legați la gură, îi ține un discurs justificator, arătând cum a crescut-o când era mică, ocărându-i pe aceștia. Între patru ochi, îi pune Sofiei în vedere că atunci când va împlini 10 ani va putea redeschide procesul de custodie, și ea va putea alege să locuiască cu el. O pune să numere până la 100 și apoi să descuie ușa lui Coca, iar el fuge prin curtea interioară a clădirii, rănindu-se grav la frunte când cade de la înălțime.
Ajunge la o farmacie, unde farmacista îl bandajează și îl îndeamnă să meargă la spital pentru a fi cusut. La ieșire, Marius dă să tragă din țigara electronică pe care o fumase întreaga dimineață, dar se întoarce către paznic și îi cere o „țigară adevărată”. 

## Distribuție
- Șerban Pavlu: Marius Vizureanu
- Sofia Nicolaescu: Sofia Vizureanu
- Mihaela Sîrbu: Otilia
- Gabriel Spahiu: Aurel
- Tamara Buciuceanu-Botez: Coca
- Stela Popescu: doamna Vizureanu
- Alexandru Arșinel: domnul Vizureanu
- Claudiu Dumitru: băiatul de la piață
- Marian Bratu: spălătorul de parbrize
- Adina Cristescu: farmacistă
- Andreea Boșneag: farmacistă
- Silviu Mircescu: paznicul de farmacie
- Coca Bloos: vocea vecinei

## Premii
Pe 25 martie 2013 filmul a câștigat în cadrul Gopo 2013 șase premii, pentru Cel mai bun film, Cel mai bun regizor (Radu Jude), Cel mai bun scenariu (Radu Jude și Corina Sabău), Cel mai bun actor în rol principal (Șerban Pavlu), Cea mai bună actriță în rol secundar (Mihaela Sîrbu) și Cel mai bun actor în rol secundar (Gabriel Spahiu).
Toată lumea din familia noastră a mai obținut pe plan românesc Trofeul Festivalului Internațional de Film Anonimul, Premiul Zilelor Filmului Românesc la TIFF și două premii (Premiul pentru regie și Premiul publicului) la BucharEST International Film Festival. La nivel internațional, a fost premiat cu Marele Premiu la Festivalul de la Sarajevo, două premii (Marele Premiu Bayard d'Or și Premiul pentru Cel mai bun actor) la Festival International du Film Francophone de Namur.
A primit Premiul Zlatna kolica (Golden Pram) pentru cel mai bun lungmetraj la Festivalul de Film de la Zagreb.